# PayFit
 (juin 2025).
PayFit est une entreprise française qui développe un outil SaaS de gestion de la paie et de gestion des ressources humaines.

## Historique
PayFit a été fondée en 2015 par Firmin Zocchetto, Ghislain de Fontenay et Florian Fournier. L'entreprise débute officiellement son activité en avril 2016.
En janvier 2016, Payfit réalise une levée de fonds d'amorçage de 500 000 euros auprès de Kima Ventures, TheFamily et Thibaud Elzière (Fotolia). En octobre de la même année, Payfit réalise un second tour de table de 5 millions d'euros auprès d'Otium Venture et Xavier Niel.
En juillet 2017, la startup lève 14 millions d'euros auprès d'Accel.
En juin 2019, Eurazeo et BPI France rejoignent les actionnaires historiques Accel et Kima Ventures lors d'un tour de table de 70 millions d'euros.
En septembre 2019, la société est labellisée dans le Next40.
En mars 2021, Payfit réalise une cinquième levée de fonds de 90 millions d'euros auprès d'Eurazeo et Bpifrance via son fonds Large Venture, aux côtés de ses investisseurs historiques Accel, Frst et Xavier Niel. Avec ce tour de table, PayFit totalise 179 millions d'euros levés depuis sa création en 2016.
À l'issue d'une autre levée de fonds achevée en janvier 2022, pour un montant de 254 millions d'euros, PayFit acquiert une valorisation de 1,82 milliard d'euros, ce qui en fait la 23e licorne française.

## Produit et technologie

### Produit
À l'origine conçu pour gérer la paie des employés au sein d'une entreprise, l'outil SaaS de PayFit s'est enrichi de plusieurs modules liés à la gestion des ressources humaines.

### Technologie
PayFit a développé son propre langage de programmation, le JetLang. Ce langage lui a permis de coder le code du Travail et les conventions collectives pour rendre la gestion de la paie et des déclarations sociales automatique.